# Schweizerdalen
Schweizerdalen är ett område i Haninge kommun, belägen väster om Dalarö i Dalarö och Österhaninge socknar. Där finns ett havsbad med en mycket långgrund och barnvänlig badstrand, Schweizerbadet, som ägs och drivs av Schweizerdalens tomtägarförening och finansieras genom parkeringsavgifter. Området bildade före 2015 en småort. Här har även funnits ett fritidshusområde sedan begreppet introducerades av SCB år 2000. 2010 innehöll fritidshusområdet 134 fritidshus över 57 hektar. År 2000 inkluderas Schweizerdalen i ett större fritidshusområde som också inkluderade Malmen-Kolbotten och som då hade beteckningen Schweizerdalen + Malmen + Kolbotten. 2015 uppgick området i tätorten Dalarö.

## Historik
Namnet är känt sedan 1930-talet och syftade på en dalsänka öster om godset Sandemar. 1937 är Schweizerdalen ett villaområde i Dalarö municipalsamhälle som bildades 1876. Förleden schweizer- i namnet kan syfta på att många villor var byggda i schweizerstil.
Området exploaterades i början av 1950-talet av Dalarö Havsbad AB för att anlägga ett havsbad och fritidsbebyggelse. Marken består av fastigheterna Vadet 3:1 och Sandemar 6:1 och hörde ursprungligen till Sandemar. I Schweizerdalen finns idag 328 fastigheter av vilka drygt hälften bebos permanent. 
Schweizerbadet inrättades 1952. Badplatsen begränsas i sydost av en cirka 140 meter lång brygga som leder ut till en liten kobbe. Sandstranden är 50 meter bred och sträcker sig cirka 30 meter inåt land. Där finns en servicebyggnad. Till Schweizerdalen hör även en småbåtshamn och ett park- och skogsområde.

## Bilder

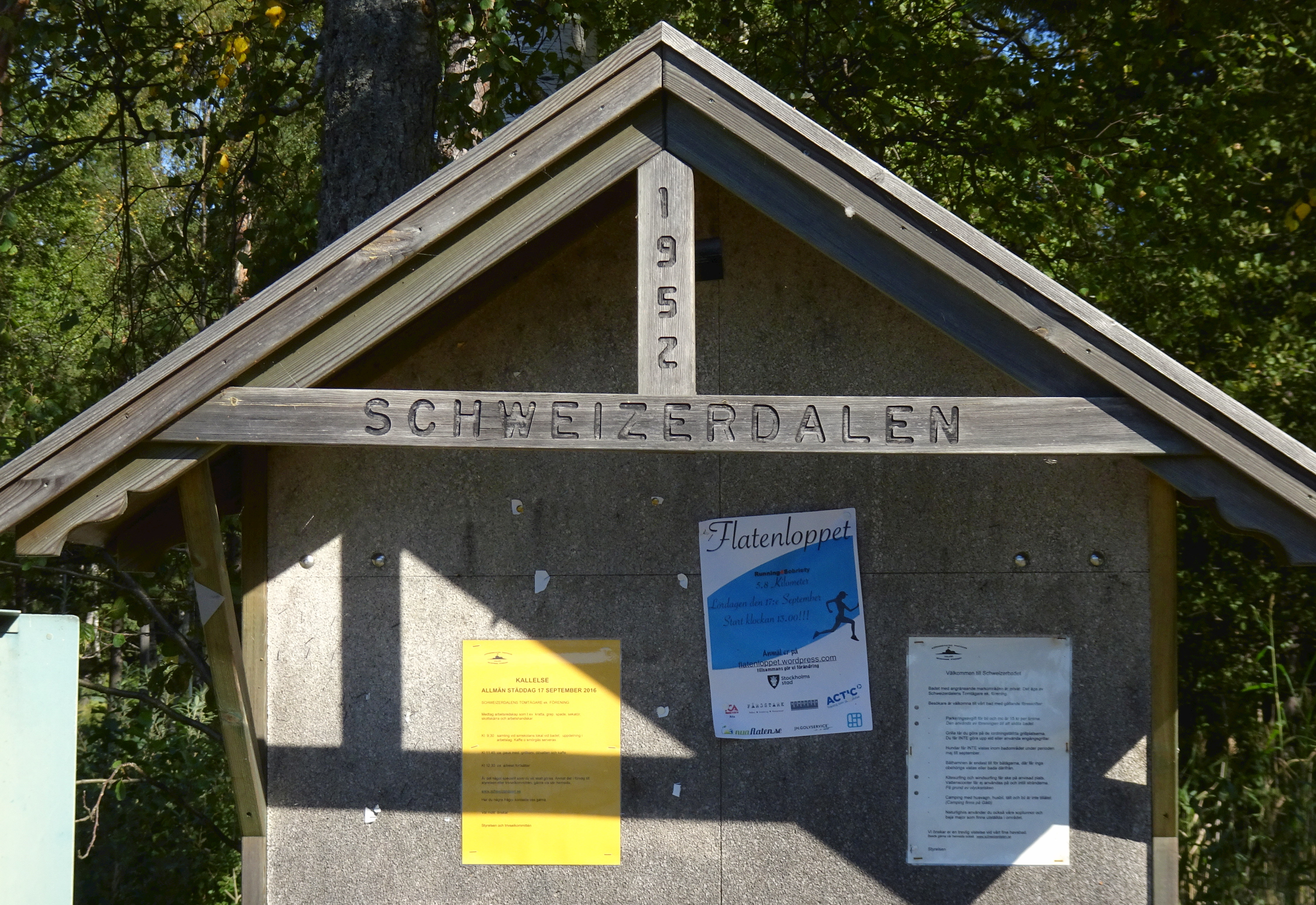
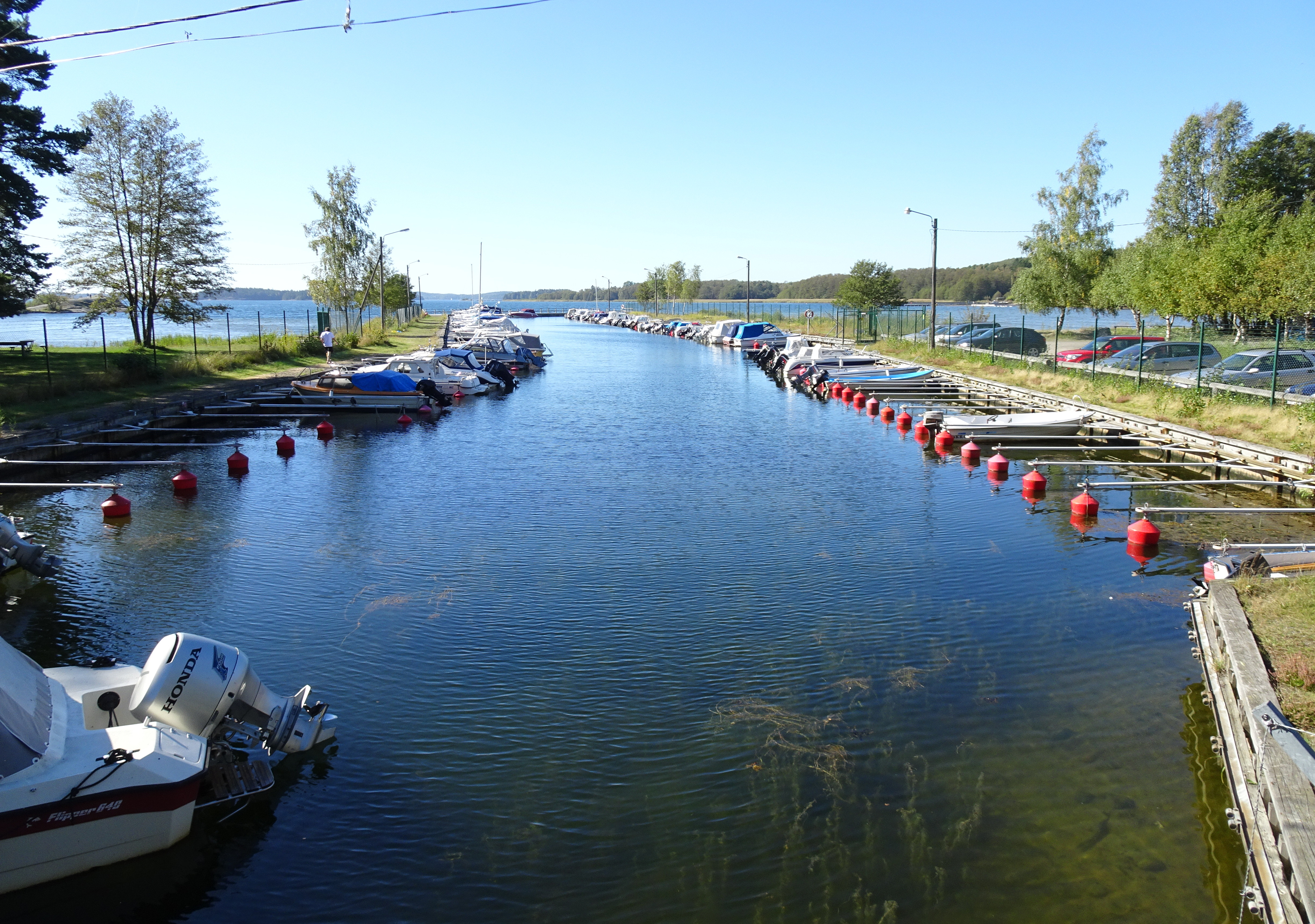

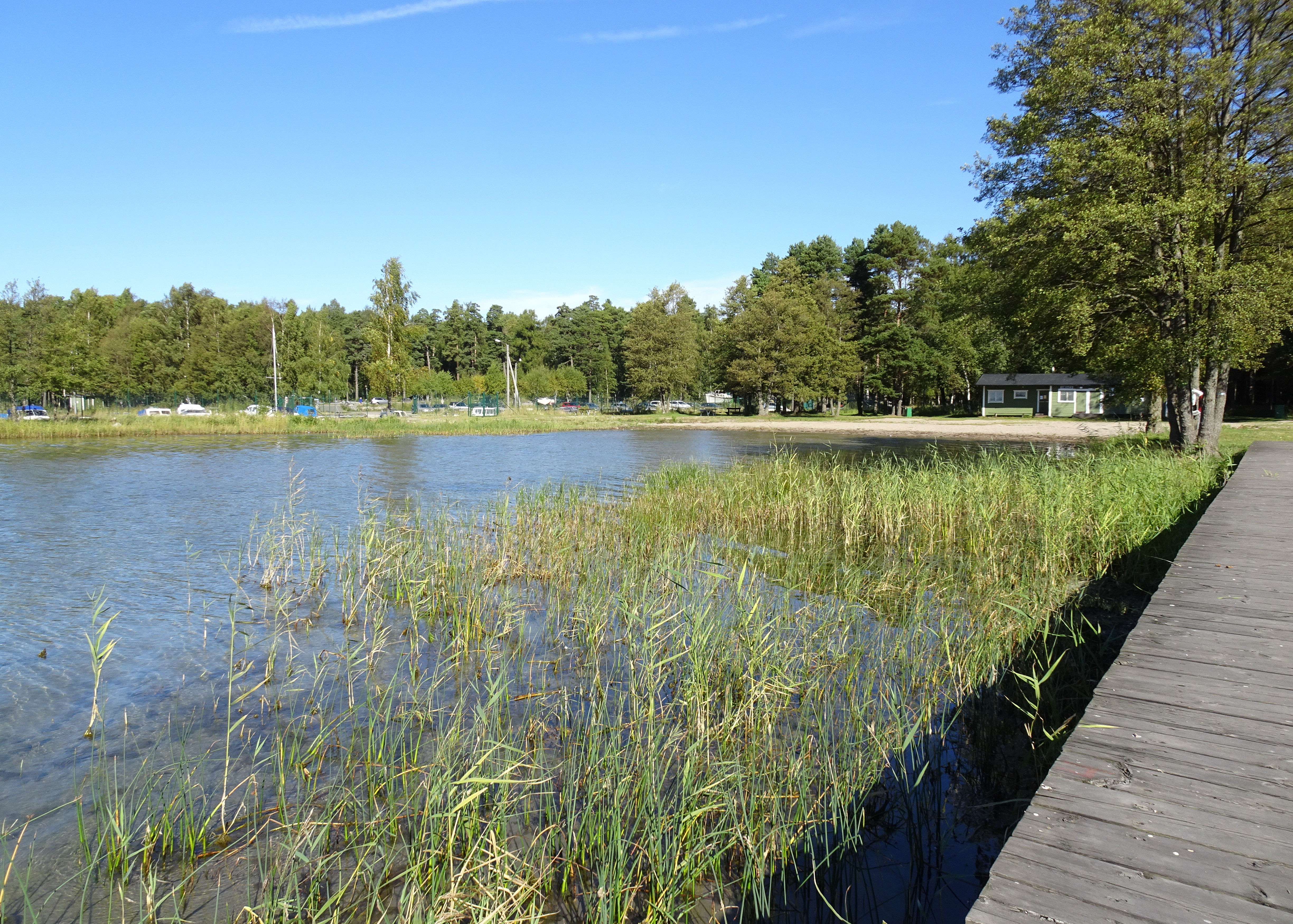
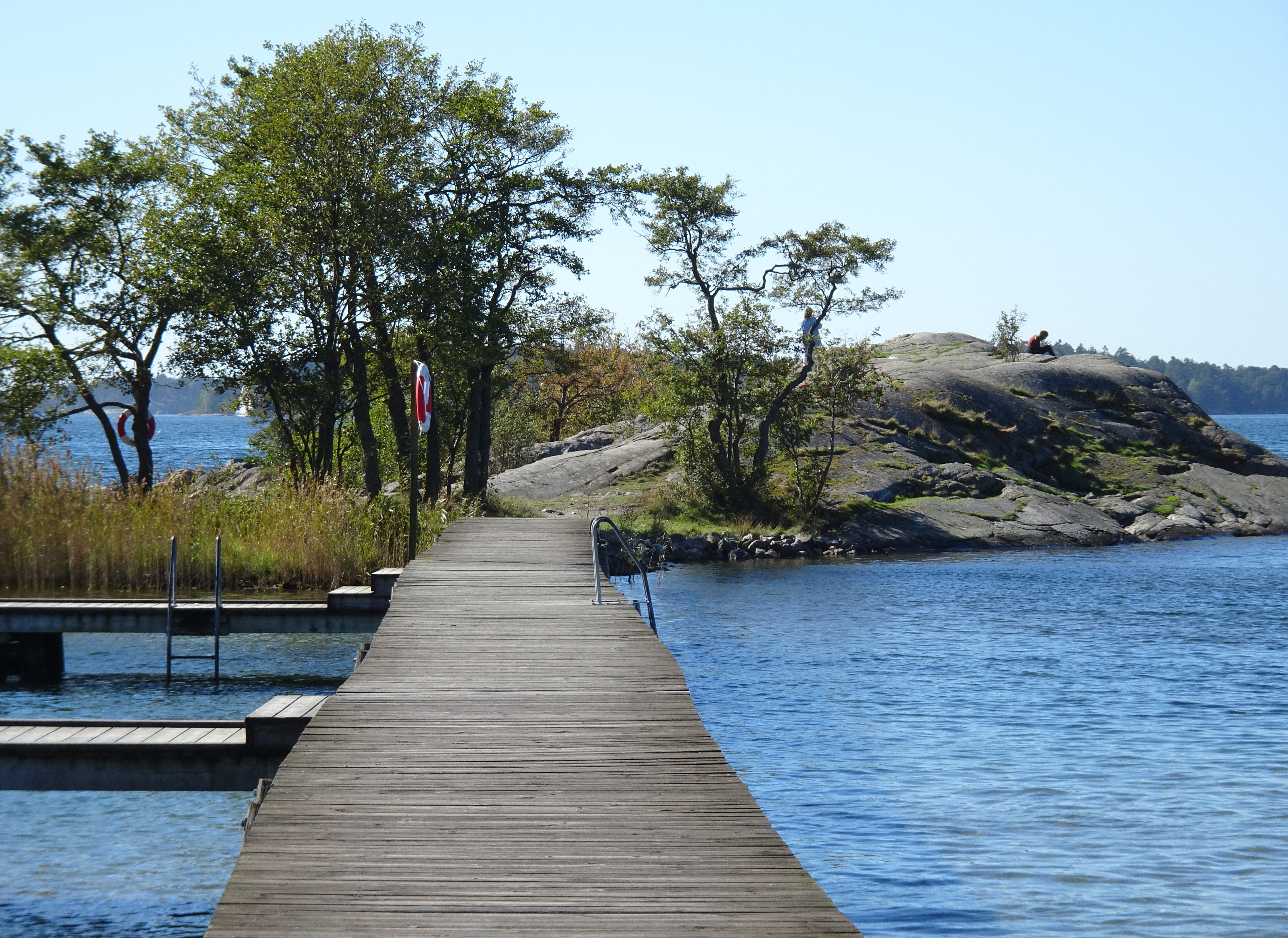